# Heldum Sogn
Heldum Sogn var et sogn i Lemvig Provsti (Viborg Stift).
I 1800-tallet var Heldum Sogn anneks til Tørring Sogn. Begge sogne hørte til Skodborg Herred i Ringkøbing Amt. Tørring-Heldum sognekommune var i 1962 med til at danne Klinkby Kommune, som ved kommunalreformen i 1970 blev indlemmet i Lemvig Kommune.
I Heldum Sogn ligger Heldum Kirke.
I sognet findes følgende autoriserede stednavne:
- Heldum Kirkeby (bebyggelse)
- Vinkel Hage (areal)